# Kiss-Végh Emőke
Kiss-Végh Emőke (1985. november 8. –) magyar színésznő.

## Életpályája
1985-ben született. 2009-ben diplomázott a Kaposvári Egyetem színész szakán, Mohácsi János osztályában. Később a Károli Gáspár Református Egyetemen is szerzett egy diplomát, színháztudomány szakon. Dollár Papa Gyermekei néven 2009-ben önálló társulatot hozott létre egy osztálytársával, Ördög Tamással. Dolgozott a Budapesti Kamaraszínházban és az Örkény Színházban is, tanított a Keleti István Művészeti Iskolában. Jelmeztervezéssel is foglalkozik.

## Filmes és televíziós szerepei
- Veszélyes lehet a fagyi (2022) ...Marcsi, ápolónő
- Virágvölgy (2018) ...Hölgy a kempingben